# Esciros

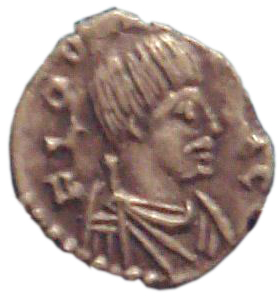
Efígie de Odoacro.

Os esciros foram uma tribo germânica da Europa Oriental, atestados em obras históricas entre os séculos II a.C. e V d.C.
A Inscrição de Protógenes (século III a.C.) menciona os esciros, juntamente com os gálatas e, provavelmente os indo-iranianos saios, quando eles tentaram, sem sucesso, capturar a cidade grega de Ólbia, a noroeste do Mar Negro. Tem sido sugerido que os esciros, assim como os hírrios, foram mencionados por Plínio, o Velho, em associação com os sármatas e vênedos, atualmente pertencente à ultima vez que eles foram mencionados entre os povos germânicos e nem César nem Tácito mencionaram os esciros em tudo. Eles reapareceram apenas na época de Átila, o Huno.
A etimologia do nome deles é obscura. As tentativas estão baseadas na produção de germânicos limpos ou puro-sangues, por oposição à tribo vizinha dos mestiços bastarnas (cf. bastardo). Outros autores sugerem uma ligação com o termo Shire.
Acredita-se que os esciros inicialmente viviam no território da moderna Polônia. Eles migraram para o sul, aparentemente, cerca de 200 a.C. (algumas obras secundárias dão uma data mais precisa de 230 a.C.), juntamente com os bastarnas. Depois de um tratado de paz com o Império Romano foram registrados como vivendo a leste dos bastarnas, próximos do mar Negro.
Para os próximos seis séculos as referências históricas aos esciros são esporádicas, mas suficientes para sugerir a continuidade.
No século IV, alguns dos esciros viveram nos Cárpatos, onde foram derrotados pelos hunos. Durante o apogeu do império huno sob o líder huno Átila, os esciros se aliaram com Átila e providenciaram potente infantaria para ele. Após a desintegração do império huno, parte dos esciros se juntaram aos godos ocidentais e orientais, enquanto outros se tornaram federados no Império Romano. Odoacro, o primeiro "rei da Itália", esteve associado com este povo.